# L'Œuvre (Émile Zola)
Pour les articles homonymes, voir L'Œuvre.
L’Œuvre est un roman d’Émile Zola publié en 1886, le quatorzième volume de la série Les Rougon-Macquart. L’ouvrage décrit le monde de l’art et des artistes dans les années 1860-1870, à travers le portrait d’un artiste peintre, Claude Lantier.

## Résumé
Claude Lantier est le fils de Gervaise Macquart et d’Auguste Lantier. Il est ici l’ami d’enfance du romancier Pierre Sandoz, personnage dans lequel Zola a mis beaucoup de lui-même. Avec Sandoz et d’autres peintres ou sculpteurs, Claude combat pour imposer une nouvelle forme de peinture, bien éloignée des canons néo-classiques qui ont la faveur des expositions officielles. Si certains d’entre eux réussissent finalement à s’imposer, Lantier va pour sa part d’échec en échec, demeurant incompris du public et souvent de ses propres amis.
Le roman est aussi une histoire d’amour et d’amitié. Claude Lantier a rencontré un soir de pluie, sous le porche de son immeuble, une jeune femme prénommée Christine, avec qui il partagera sa vie et ses échecs. Ils vont habiter à la campagne, où Claude trouve d’abord le soulagement. Ils ont un enfant, mais celui-ci, hydrocéphale, mourra à l’âge de douze ans. Entre-temps, le couple est revenu vivre à Paris, où Claude retrouve à la fois ses amis et le sentiment de son échec. Il finit par se détacher de sa femme pour passer son temps dans un grand hangar où il a entrepris une œuvre gigantesque, une toile qu’il laissera inachevée et devant laquelle il se pendra.

## Personnages

### Claude Lantier
Fils de Gervaise Macquart et d’Auguste Lantier, il naît à Plassans avant de suivre ses parents à Paris, comme cela est décrit dans L’Assommoir. À l’âge de huit ans, il est ramené à Plassans par un vieil homme qui a autrefois apprécié ses dessins. Claude étudie au collège pendant sept ans, logeant chez son protecteur jusqu’à ce que celui-ci décède en lui léguant, par testament, une rente de mille francs. Il passe ces années avec ses amis d’enfance, Pierre Sandoz et Louis Dubuche, qu’il rejoint à Paris dès la mort de son protecteur, en souhaitant vivre de sa peinture. Dans la capitale, il côtoie un temps Florent, le héros du Ventre de Paris, le roman du cycle dans lequel il apparaît pour la première fois.
C’est un homme rude, taciturne et colérique qui ne vit que pour peindre. « Je ne veux pas m’en aller avec toi, je ne veux pas être heureux, je veux peindre. » (L'Œuvre, chapitre XII). Frappé par la fêlure d’origine de son aïeule Adélaïde Fouque, Claude est un peintre qui ne parvient pas à accoucher de son génie, il en a « trois grammes en moins ou trois grammes en plus » (L’Œuvre, chapitre XII). En effet, il échoue dans ses toiles par l’état d’ébauche où il les laisse, ou l’acharnement qu’il a à les peindre sans cesse. Travaillant jusqu’à l’épuisement, Claude est pourtant le peintre qui ne laissera aucune œuvre.
Artistiquement, il cite deux maîtres absolus au chapitre II du roman, Eugène Delacroix et Gustave Courbet, puis il se place dans la veine impressionniste. Dans son roman, Zola nomme cette école les « pleinairistes », répondant ainsi au tableau Plein Air de Claude, qu’il présente à son premier salon. Ce tableau est inspiré du Déjeuner sur l’herbe de Manet, qui provoque les mêmes rires que le tableau romancé, ce dont s’indigne Edmond de Goncourt qui trouve cette ressemblance désobligeante pour Manet. De même, les impressionnistes étaient nommés ainsi par référence au tableau de Monet, Impression, soleil levant. Ce mouvement, comme celui des impressionnistes, s’oppose à l’art académique. Mais la dégénérescence héréditaire de Claude, sa folie face à l’obsession que sera sa grande toile, son Œuvre, le font changer à la fin du roman ; de celui qui veut peindre la vraie vie, les véritables couleurs, il annonce les peintres symbolistes avec sa grande Femme nue qui prend des allures d’allégorie du désir insatiable.
Différents artistes que Zola a fréquentés ont servi de modèles à Claude Lantier. Le rapprochement le plus évident et le plus courant est celui fait avec Paul Cézanne, son ancien ami depuis leurs années au collège Bourbon d'Aix-en-Provence. S'il a longtemps été admis que L'Œuvre est à l'origine d'une dispute entre l'écrivain et Cézanne, vexé, cette hypothèse est remise en cause. D'autres peintres ont eu une influence sur la création littéraire que constitue Claude Lantier, comme Édouard Manet, Claude Monet ou André Gill.

### Pierre Sandoz
Pierre Sandoz est le romancier de L’Œuvre ; Zola en fait son double de manière très explicite, quand il met dans sa bouche son propre projet des Rougon-Macquart : « Je vais prendre une famille, et j’en étudierai les membres, un à un, d’où ils viennent, où ils vont, comment ils réagissent, les uns sur les autres ; enfin, une humanité en petit, la façon dont l’humanité pousse et se comporte… » (L’Œuvre, chapitre VI) » Ces échos renvoient à nombre de textes d’Emile Zola, dans ses préfaces notamment : « Je veux expliquer comment une famille, un petit groupe d’êtres, se comporte dans une société, en s’épanouissant pour donner naissance à dix, à vingt individus, qui paraissent, au premier coup d’œil, profondément dissemblables, mais que l’analyse montre intimement lié les uns aux autres. […] Et quand je tiendrai tous les fils, quand j’aurai entre les mains tout un groupe social, je ferai voir ce groupe à l’œuvre (…). » Emile Zola, La Fortune des Rougon, préface. » Zola insère quelques anecdotes autobiographiques pour construire le personnage de Sandoz, en lui donnant par exemple son goût pour la cuisine aixoise et en le logeant dans les rues où il a lui-même vécu, comme la rue des Batignolles .

### Christine
Elle est la fille du capitaine Hallegrain, mort d’une attaque alors qu’elle est âgée de douze ans, et d’une Parisienne habitant à Clermont, élevant sa fille avec une maigre pension qu’elle complète en peignant des éventails. Elle élève sa fille en demoiselle, mais cela ennuie Christine. Après la mort de sa mère, elle est recueillie au couvent de la Visitation, où elle vit pendant quinze mois. La supérieure, qui l’aime beaucoup, lui trouve une place de lectrice auprès de Mme Vanzade, une veuve riche et presque aveugle.
Très vite, Christine et Claude tombent amoureux et ils s’enfuient à la campagne, à Bennecourt, où ils louent une maison. Ils vivent quelques mois d’amour complet, mais Christine tombe enceinte sans qu’ils s’y attendent. Jacques, leur fils, est presque livré à lui-même par ses parents qui ne s’en occupent pas ; Claude ne le voit que comme le modèle d’un chérubin à peindre et Christine ne sent pas la maternité naître en elle. Elle est l’amante, et non la mère. De retour à Paris, la mort de l’enfant ne sera que le prétexte à une peinture de Claude, L’Enfant mort, qu’il envoie au Salon et qui ne récolte aucun succès.
Christine a une relation de haine jalouse avec la peinture. Modèle de la grande Femme nue qui doit être le chef-d’œuvre de son mari, elle en devient jalouse : « Elle ne se trompait pas, elle sentait bien qu’il préférait sa copie à elle-même, que cette copie était l’adorée, la préoccupation unique, la tendresse de toutes les heures. » (L’Œuvre, chapitre IX) ». Christine ne parviendra pas à l’arracher à sa peinture, malgré sa révolte finale où elle paraît sortir victorieuse un court instant (L’Œuvre, chapitre XII).

### Louis Dubuche
C’est l’ami d’enfance de Claude, avec Sandoz. Il grandit à Plassans et rejoint ses deux amis à Paris, où il entre à l’école des Beaux-Arts, en tant qu’architecte. Plus classique dans ses idées, il ne partage pas toujours celles de ses amis. Souhaitant réussite sociale et matérielle, il parvient à épouser la fille d’un riche maçon embourgeoisé, Margaillan. Mais sa femme, surnommée « pauvre petit chat écorché » par ses amis, est toujours malade, faible, et ne lui donne que deux enfants encore plus faibles, Alice et Gaston. Ayant fait perdre beaucoup d’argent à son beau-père, il est écarté des affaires et est réfugié à la Richaudière, méprisé par ses domestiques, sans rien avoir construit. Dans sa misère, il est un père admirable, qui protège ses enfants et s’occupe d’eux (L’Œuvre, chapitre XI).

### Le Père Malgras
Voir : « Le Père Malgras | Le compagnon des Rougon-Macquart » (consulté le 30 décembre 2022).
Marchand de tableaux. Un gros homme, enveloppé dans une vieille redingote verte, très sale, qui lui donne l’air d’un cocher de fiacre mal tenu, avec ses cheveux blancs coupés en brosse et sa face rouge, plaquée de violet ; carrément planté sur ses fortes jambes, il examine les tableaux, de ses yeux tachés de sang. Le père Malgras, sous l’épaisse couche de sa crasse, est un bonhomme très fin, qui a le goût et le flair de la bonne peinture ; Claude Lantier reçoit souvent sa visite ; jamais il ne s’égare chez les barbouilleurs médiocres, il va droit, par instinct, aux artistes personnels, encore contestés, dont son nez flamboyant d’ivrogne sent de loin le grand avenir. Avec cela, il a le marchandage féroce, il se montre d’une ruse de sauvage pour acheter à bas prix la toile qu’il convoite. Ensuite, il se contente d’un bénéfice de brave homme, vingt pour cent, trente pour cent au plus, ayant basé son affaire sur le renouvellement rapide de son petit capital, n’achetant jamais le matin sans savoir auquel de ses amateurs il vendra le soir, mentant d’ailleurs superbement.
Plein de ressources, il commande aux peintres besogneux des natures mortes et fournit le modèle, gigot, barbue ou homard, qu’il leur laisse pour la peine ; il prête une cousine de sa femme, quand on veut bien lui en faire une académie. Les millions peu solides de Naudet, le marchand à la mode, lui inspirent le plus profond dédain et il se retire, en homme prudent, avec une très modeste fortune, une rente d’une dizaine de mille francs, qu’il s’est décidé à manger dans une petite maison du Bois-Colombes

### Henri Fagerolles
C’est dans le roman la figure du peintre qui réussit. Il admire Claude jusqu’au point où il lui « vole » son style, tout en atténuant les violences de tons, le prosaïque du sujet, afin de plaire au public. Il mêle art académique et volonté de s'aligner sur le Plein Air de Claude. « Mais Fagerolles n’avait pas desserré les dents. Il examinait toujours la toile, il jetait des coups d’œil sur le public. Avec son flair de Parisien et sa conscience souple du gaillard adroit, il se rendait compte du malentendu ; et, vaguement, il sentait déjà ce qu’il faudrait pour que cette peinture fît la conquête de tous, quelques tricheries peut-être, quelques arrangements du sujet, un adoucissement de la facture. » (L’Œuvre, chapitre V) »

### Irma Bécot
Canaille embourgeoisée, Irma Bécot est un symbole du vice triomphant. Par ses charmes, elle passe de voyou de trottoir à propriétaire d’un hôtel dans Paris, payé par des hommes riches. Elle a une liaison avec Fagerolles, qui la sent proche de lui par ce vice urbain qui le définit également. Irma est attirée par Claude parce qu’il la rejette, et ce n’est que lorsqu’il est repoussé par sa propre œuvre qu’il ne parvient pas à achever qu’il se laisse entraîner par elle, pour ne passer qu’une nuit à ses côtés et tout avouer à Christine le lendemain.

### Bongrand
C’est le vieux maître qui a peint La Noce au village, chef-d’œuvre exposé au musée du Luxembourg, et qui ne parvient pas à s’égaler lui-même. Il cherche toujours, en vain, le génie dont il a fait preuve, exposant aux peintres plus jeunes la difficulté de rester au sommet, une fois qu’on l’a atteint. Durant le roman, il est celui qui soutient Claude dans sa visée artistique et, avec Sandoz, il est le seul à être présent à son enterrement.

### Mahoudeau
Sculpteur, ami de Claude, « pleinairiste », il est longtemps le plus pauvre du groupe. Dans un premier temps, il vit avec Chaîne, qui se reconvertira dans le commerce, avec qui il partage également une femme, Mathilde, une herboriste qui se frotte à tous les hommes. Mahoudeau est le pygmalion tragique du roman. Il rêve d’une grande sculpture, une femme qui se tiendrait debout, plus ardue à réaliser que couchée, mais faute d’argent il doit préférer aux solides armatures de fer des manches à balais. À la suite du gel et du dégel du bois, le bois cède :

« À ce moment, Claude, les yeux sur le ventre, crut avoir une hallucination. La Baigneuse bougeait, le ventre avait frémi d’une onde légère, la hanche gauche s’était tendue encore, comme si sa jambe droite allait se mettre en marche. »

— Zola, L'Oeuvre
Mais au lieu de prendre vie, la statue s’effondre et Mahoudeau en souffre comme de la perte d’une femme aimée.